# Karl-Eduard Berron
Karl-Eduard Berron (* 13. Januar 1898 in Straßburg; † 22. Juni 1983 in Filderstadt) war ein deutscher evangelisch-lutherischer Pfarrer im Elsass und in Württemberg.

## Leben
Karl-Eduard Berron studierte Theologie an den Universitäten Straßburg und Basel. In Straßburg wurde er 1916 Mitglied der christlichen Studentenverbindung Argentina zu Straßburg im Wingolfsbund.
Von 1922 bis 1945 war er Pfarrer im Elsass; zuerst in Tieffenbach-Struth im krummen Elsass und ab 1935 in Oberhofen an der Moder. Während seiner Zeit in der stark durch theologischen Rationalismus und Liberalismus geprägten Gemeinde in Tieffenbach kam es bei Berron zur Wiederentdeckung der lutherischen Grundlagen der elsässischen Kirche. Unter anderem durch Kontakte zur Hochkirchlichen Vereinigung, die in ihrer Anfangszeit noch stark durch das lutherische Bekenntnis bestimmt war, wurde er zum „ökumenischen Lutheraner“. Passend dazu nahm Berron 1933 an der vom Tübinger Kirchenmusikdirektor Richard Gölz initiierten ersten Kirchlichen Woche Alpirsbach teil und war auch bei den nachfolgenden Veranstaltungen kontinuierlich vor Ort. Mit anderen deutschen und elsässischen Pfarrern gab er von 1934 bis 1938 eine Zeitschrift namens Kirche und Liturgie heraus. Darüber hinaus war er von 1933 bis 1935 Präsident des Konsistoriums Lützelstein. Die Zeit in seiner zweiten Pfarrstelle, während der er auch von 1942 bis 1945 Dekan des Dekanats Hagenau war, stellte den Höhepunkt seines liturgischen Schaffens dar. Hier gab er 1939 das von ihm erarbeitete Gottesdienstbuch Gott loben, ist unser Amt heraus. Nach eigener Aussage wurde er 1940  verhaftet und zunächst nach Cognac verbracht. Von dort wurde er weiter nach Angoulème abgeschoben. Er hielt sich bei dem aus Saargemünd evakuierten Pfarrer Arthur Bach auf und musste sich wöchentlich melden. Nach Einmarsch der Wehrmacht kehrte er nach Oberhofen zurück. 1945 ließ er sich von einer SS-Division „Frundsberg“ über den Rhein nach Deutschland bringen.  Im Januar 1947 wurde er durch die amerikanische Besatzungsmacht verhaftet und nach kurzer Haftzeit nach Straßburg ausgeliefert. Dort vor Gericht gestellt,  wurden ihm nach eigener Aussage vom Gericht die bürgerlichen Ehrenrechte auf Lebenszeit aberkannt und er wurde mit einem Niederlassungsverbot für die Départements Bas-Rhin, Haut Rhin, Moselle und das Territoire de Belfort belegt. Über die Gründe seiner Verurteilung äußerte Berron sich nicht. Auf Vermittlung des Kirchenpräsidenten der Protestantischen Kirche Augsburgischen Bekenntnisses von Elsass und Lothringen Robert Hœpffner wurde er im März 1947 nach Deutschland abgeschoben und freigelassen. Ab 1947 bis zu seiner Pensionierung 1964 wirkte er als Pfarrer im schwäbischen Kemnat.
Er gehörte im März 1966 zu den Unterzeichnern des Gründungsaufrufs der Notgemeinschaft evangelischer Deutscher (später: Evangelische Notgemeinschaft in Deutschland) und im September 1966 zu den sieben Gründungsmitgliedern im Zuge der offiziellen Anmeldung als eingetragener Verein. Der Verein gründete sich als direkte Gegenreaktion auf die sogenannte „Ost-Denkschrift“, mit der die Evangelische Kirche in Deutschland innerkirchlich wie gesamtgesellschaftlich eine kontroverse Diskussion auslöste und letztlich den Warschauer Vertrag vorbereitete. In der Anfangszeit diente Berron als Geschäftsführer und seine Privatanschrift in Bernhausen als Geschäftsstelle.

## Familie
Karl-Eduard Berron war der Sohn des Pfarrers Heinrich Berron (1861-1946) in Lützelstein, Wolfskirchen und Bischheim und der Straßburger Kaufmannstochter Marie Caroline Kröner. Die Großeltern waren der Lehrer Georg Berron in Ottweiler b. Zabern/Saverne und Katharina Karcher. Karl-Eduard heiratete 1927 die Kaufmannstochter Lydia Murbach aus Mulhouse. Ein Vetter Karl-Eduards war der Lyriker Gottfried Berron (1910-2004).

## Schriften
- Gott loben, ist unser Amt, Buchsweiler 1939.